# تانوی هانس
تانوی هانس (انگلیسی: Tanvie Hans؛ زادهٔ ۱۹ ژوئیهٔ ۱۹۹۰) بازیکن فوتبال اهل بریتانیا است، که در پست هافبک برای میساکا یونایتد در لیگ بانوان کارناتاکا بازی می‌کند.